# 拉努阿耶
拉努阿耶（法語：Lanouaille，法語發音：[lanwaj]），又称拉努瓦耶，是法国多尔多涅省的一个市镇，位于该省东北部，属于农特龙区。

## 地理
拉努阿耶（45°23'31"N, 1°8'17"E）面积23.78 平方千米，位于法国新阿基坦大区多爾多涅省，该省份为法国西南部内陆省份，是法國本土面积第三大的省，大致对应佩里戈尔地区，北起顺时针与夏朗德省、上维埃纳省、科雷兹省、洛特省、洛特-加龙省、吉倫特省和滨海夏朗德省接壤。
与拉努阿耶接壤的市镇（或旧市镇、城区）包括：昂瓜斯、昂利亚克、迪萨克、热尼、萨维尼亚克-莱德里耶、普雷萨克-代克西德伊、圣梅达尔-代克西德伊、萨尔朗德。

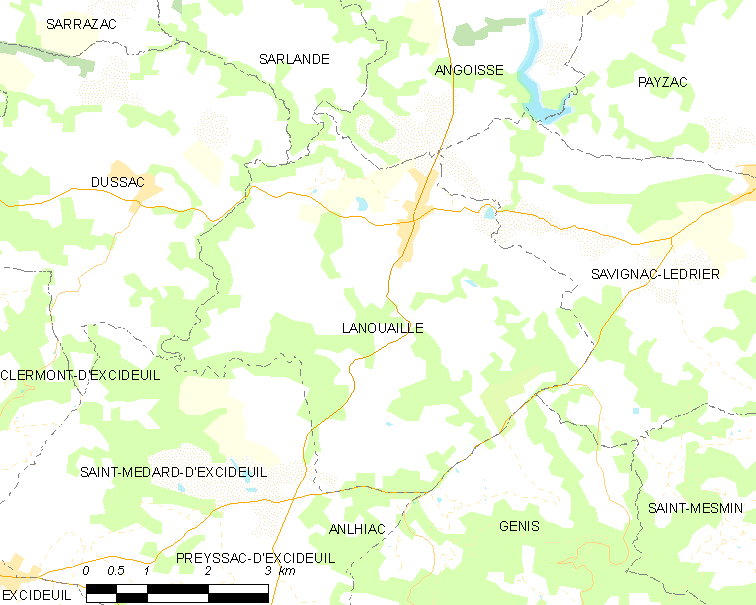
拉努阿耶的OSM定位图

拉努阿耶的时区为UTC+01:00、UTC+02:00（夏令时）。

## 行政
拉努阿耶的邮政编码为24270，INSEE市镇编码为24227。

## 政治
拉努阿耶所属的省级选区为伊勒-卢-欧韦泽尔县。

## 人口

1962-2008年间拉努阿耶人口变化图示

拉努阿耶于2022年1月1日时的人口数量为938人。